# Daldorfia triangularis
Daldorfia triangularis is een krabbensoort uit de familie van de Parthenopidae. De wetenschappelijke naam van de soort is voor het eerst geldig gepubliceerd in 1974 door Sakai.